# ГРУ (Руска Федерација)
Главна управа Генералштаба Оружаних снага Руске Федерације, раније Главна обавештајна управа, и још увек позната по својој претходној скраћеници ГРУ, је војнообавештајна агенција Генералштаба Оружаних снага Руске Федерације. ГРУ контролише војну обавештајну службу и одржава сопствене јединице специјалних снага.
За разлику од других руских безбедносних и обавештајних агенција — као што су Спољна обавештајна служба (СВР), Федерална служба безбедности (ФСБ) и Федерална заштитна служба (ФСО) — чији су шефови подређени директно председнику Русије (види Обавештајне агенције Русије), директор ГРУ је подређен руској војној команди и одговара министру одбране и начелнику Генералштаба.
Директорат је наводно највећа руска спољно-обавештајна агенција, и истиче се међу својим колегама по својој спремности да изврши ризичније „компликоване операције са високим улозима“. Према непровереним изјавама пребега из ГРУ-а Станислава, агенција је 1997. године распоредила шест пута више агената у страним земљама од СВР и командовала је са око 25.000 војника Спецназа.

## Историја
Прва руска организација за обавештајну делатност датира из 1810. године, у контексту Наполеонових ратова који су беснели широм Европе, када је министар рата Мајкл Андреас Баркли де Толи предложио руском цару Александру I да формира Експедицију за тајне послове при Министарству рата (рус. Экспедиция секретных дел при военном министерстве); две године касније, преименован је у Специјални биро (рус. Особая канцелярия).
Године 1815. Биро је постао Прво одељење при Генералштабу. Године 1836. обавештајне функције су пренете на Друго одељење под главним начелником штаба. После многих промена имена током година, у априлу 1906. године, војну обавештајну делатност вршило је Пето одељење под главним начелником штаба Министарства војног.
Први претходник ГРУ-а у Совјетској Русији основан је тајним наређењем које су 5. новембра 1918. потписали Јукумс Вациетис, први главнокомандујући Црвене армије (РККА), и Ефраим Скљански, заменик Лава Троцког, цивилног вође Црвене армије. (Од 2006. године, Руска Федерација званично обележава 5. новембар као професионални празник војне обавештајне службе у Русији.) Тако основана војна људска обавештајна служба првобитно је била позната као Агенција за регистрацију (Регистрациона служба; рус. Региструправление, 2006), Региструпр (ру. Регистрпр) Теренског штаба Револуционарног војног већа Републике; Симон Аралов је био први шеф. Њену рану историју обележила је серија реорганизација под утицајем Совјетско-пољског рата, консолидације и поновне стабилизације Совјетског Савеза и опште реорганизације Црвене армије; што је укључивало промене имена, статуса и надлежности агенције.
Први начелник Четврте управе био је Јан Карлович Берзин, који је на тој функцији остао од марта 1924. до априла 1935. (1938. је ухапшен и погубљен као троцкиста током стаљинистичких чистки). Војна обавештајна служба је била позната по својој оштрој независности од ривалских „унутрашњих обавештајних организација“, као што је НКВД, а касније и КГБ; међутим, јавне изјаве ветерана совјетске војне обавештајне службе наводе да је Четврта управа, а касније и ГРУ, увек била оперативно подређена КГБ-у. Седиште војне обавештајне службе било је у малом и неупадљивом комплексу западно од Кремља, док је НКВД био у самом центру Москве, поред зграде у којој се налазио Народни комесаријат за спољне послове у подножју Кузњецког моста. Сходно томе, совјетска војна обавештајна служба постала је позната међу совјетским дипломатама као далеки суседи (дальние соседи) за разлику од блиских суседа НКВД/КГБ.

### Хладни рат
ГРУ је под садашњим именом и формом створио Јосиф Стаљин у фебруару 1942, мање од годину дана након инвазије нацистичке Немачке на Совјетски Савез. Од априла 1943. ГРУ се бавио обавештајним радом искључиво изван СССР-а. Поред операција против сила Осовине, ГРУ је заслужан за инфилтрирање у британски програм нуклеарног оружја и до 70 америчких владиних и научних институција.
Током Хладног рата, ГРУ је, као и многи западни ривали имао шпијун, широм света; снаге ГРУ су укључивали легалне агенте, са седиштем у совјетским амбасадама и са званичним дипломатским покрићем, као и илегалне односно агенте без дипломатског покрића. Агенција је такође имала сигнално обавештајну станицу (СИГИНТ) у Лурду, на Куби и другим земљама совјетског блока. Иако је мање познат од КГБ-а, са којим је имао жестоко ривалство, познато је да је ГРУ био умешан у неколико обавештајних акција високог нивоа; отварање преговора о повратном каналу са владом САД током кубанске ракетне кризе и допринос скандалу Профумо који је делимично допринео паду британске администрације. ГРУ се одликовао својим „ближим везама са револуционарним покретима и терористичким групама, већим искуством са оружјем и експлозивима, и још строжом обуком за регруте“; новим регрутима су наводно приказани снимци официра издајника који је жив убачен у крематоријум.
Постојање ГРУ-а није објављивано током совјетске ере, иако се помиње у мемоарима првог пребега из ОГПУ Жоржа Агабекова из 1931. и детаљно је описано у аутобиографији из 1939. године Био сам Стаљинов агент Валтера Кривицког , првог вишег обавештајног официра Црвене армије који је пребегао. ГРУ је постао надалеко познат у Русији, и ван уских граница западне обавештајне заједнице, током перестројке, делом захваљујући писању „Виктора Суворова“ (Владимир Резун), официра ГРУ који је пребегао у Велику Британију 1978. и писао о својим искуствима у совјетским војним и обавештајним службама. Према Суворову, чак је и генерални секретар Комунистичке партије Совјетског Савеза, дефакто лидер земље, морао да прође безбедносну проверу да би ушао у седиште ГРУ.

### Пост-совјетски период
Након распада СССР-а у децембру 1991, ГРУ је наставио да буде важан део руских обавештајних служби, посебно зато што је био једини који је мање-више одржавао оперативни и институционални континуитет: КГБ је распуштен након што је помагао неуспели државни удар 1991. против тадашњег совјетског председника Михаила Горбачова. Сада су га наследиле Спољна обавештајна служба (СВР) и Федерална служба безбедности (ФСБ).
Као доказ свог растућег стратешког профила, 2006. ГРУ се преселио у нови штабни комплекс у Khoroshovskoye Shosse, чија је изградња коштала 9,5 милијарди рубаља и обухвата 70.000 квадратних метара. У априлу 2009. председник Дмитриј Медведев отпустио је тадашњег шефа ГРУ Валентина Корабелникова, који је био на челу ГРУ од 1997, наводно због Корабелникових примедби на предложене реформе. У складу са овим реформама, следеће године, званични назив јединице је промењен из „ГРУ“ у „Главна управа руског генералштаба“, или „ГУ“; међутим, „ГРУ“ се и даље често користи у медијима. ГРУ је претрпео озбиљно смањење средстава и особља након руско-грузијског рата 2008. године, током којег није успео да открије напредније противваздушно оружје које је набавила Грузија. Међутим ГРУ је и даље имао кључну улогу у неколико руских операција, укључујући руску интервенцију у источној Украјини 2014. и накнадну анексију Крима. Агенти ГРУ-а су такође били умешани у бројне операције из домена сајбер ратовања широм Запада, укључујући нападе у САД, Француској и Немачкој. Одређени успеси ГРУа-а догодили су се током мандата Игора Сергуна, који је био на челу службе од краја 2011. до његове смрти почетком јануара 2016. Сергунова изненадна смрт убрзо након обнављања утицаја ГРУ-а довела је до спекулација о малициозним поступцима геополитичким опонената Русије.
Мандат Сергуновог наследника, Игора Коробова, обележен је оним што су неки медији схватили као вишеструке неуспехе високог профила, попут осујећеног покушаја државног удара у Црној Гори 2016. године, неуспелог тровања у Солсберију 2018. и невиђеног броја откривених агената ГРУ-а. Коробов је преминуо 21. новембра 2018. године, „после тешке и продужене болести“, наводи се у званичном саопштењу Министарства одбране. Његова смрт изазвала је спекулације и непроверене извештаје о томе да се разболео у октобру те године након оштрог облачења председника Владимира Путина. Међутим, бивши шеф станице ЦИА Данијел Хофман упозорио је 2017. да су неке од недавних операција руске обавештајне службе које су изгледале промашене можда биле намењене откривању. Слично томе, 2019. године, Еерик-Нилес Крос, бивши естонски обавештајни званичник, изнео је мишљење да је очигледна аљкавост ГРУ-а „постала део психолошког рата. Није да су постали толико агресивнији. Желе да се осећају. То је део игра."
Другог  новембра 2018, током обележавања 100. годишњице ГУ, председник Путин је предложио да се агенцији врати некадашњи назив: Главно разведивательное управление (ГРУ).

## Организациона структура
ГРУ је организован у бројне дирекције, дирекције и секције. Према подацима доступним у отвореним изворима из 1997. године, структуру Главне управе чини најмање 12 познатих дирекција и неколико других помоћних одељења.

### Организација 2020
Истраживачка служба америчког Конгреса, на основу интервјуа са различитим стручњацима, даје следећу организацију ГРУ, иако признаје да је права структура организације „строго чувана тајна“.
4 регионалне дирекције ГРУ су:
- Прва дирекција: Европска унија
- Друга дирекција: Северна и Јужна Америка, Уједињено Краљевство, Аустралија и Нови Зеланд
- Трећа управа: Азија
- Четврта управа: Африка

Од средине 1970-их ГРУ је одржавао прислушкивач сателитских комуникација у близини Андрејевке, који се налази отприлике 80 километара од Спаск-Даљног, Приморска покрајина.

## ГРУ илегалци
Према западној процени ГРУ којoj је Ројтерс имао пријем у јесен 2018. године, ГРУ је имао дуготрајан програм управљања „илегалним“ шпијунима, односно шпијуна који раде без дипломатског покрића и који живе под преузетим или креораом, идентитетом у страним земљама за године. У оцени се каже: „Она игра све важнију улогу у руском развоју информационог рата (и дефанзивног и офанзивног). То је агресивна и добро финансирана организација која има директну подршку — и приступ — Председник Владимир Путин, дозвољавајући слободу у његовим активностима и попустљивост у погледу дипломатског и законодавног надзора.“
Сједињене Америчке Државе наводе да ГРУ, као и СВР (његов цивилни спољни обавештајни пандан), користе и легалне (обавештајне службенике са дипломатском заштитом/званичне државне улоге) и илегалне оперативце.
„Хавански синдром“, који је погодио америчке дипломате и шпијуне широм света, вероватно је повезан са Јединицом 29155 ГРУ-а, преноси Инсајдер. Симптоми су укључивали мигрене и вртоглавицу. Истраге су сугерирале да су се инциденти могли догодити још 2016. године, са потенцијалним претходним догађајима у Франкфурту, Њемачка. Амерички Конгрес усвојио је Хавански закон 2021. како би пружио помоћ погођеном особљу и породицама. 

## Специјалне јединице Главне управе
Уобичајено познат као Спецназ ГРУ, формиран је 1949. Након распада Совјетског Савеза 1991. године, Спетсназ ГРУ је остао нетакнут као део руског ГРУ-а до 2010. године, када је премештен у друге агенције. Међутим, 2013. та одлука је поништена и јединице ГРУ-а Спетсназа пребачене су у дивизије ГРУ-а и поново стављене под надлежност ГРУ-а.

## Образовање
Официри ГРУ обучавају се у војној академији Министарства одбране а обавештајци пролазе додатну обуку у Вишој војној школи радио-електронике Череповец. Војно-космичка академија АФ Мозхаиски је такође коришћена за обуку официра ГРУ.

## Активности по земљама
Према Федерацији америчких научника: „Иако се понекад упореди са Одбрамбеном обавештајном агенцијом САД, активности [ГРУ-а] обухватају активности које обављају скоро све заједничке америчке војне обавештајне агенције, као и друге националне америчке организације. ГРУ прикупља људске обавештајне податке путем војних аташеа и страних агената. Совјетска дирекција за свемирску обавештајну службу ГРУ-а је поставила више од 130 сателита СИГИНТ у орбиту. 
Мрежа ГРУ и КГБ СИГИНТ запошљавала је око 350.000 стручњака.

### Аустрија
Аустријски канцелар Себастијан Курц рекао је 9. новембра 2018. да је 70-годишњи пуковник војске у пензији, идентификован само као „Мартин М. вероватно годинама шпијунирао за Русију. Дотични официр, чије име није откривено и коме се могло приступити под операцијом лажне заставе, наводно је био ангажован у продаји службених тајни својим руководиоцима ГРУ-а од 1992. до септембра 2018. Министарство унутрашњих послова Аустрије је у јулу 2019. потврдило да је пуковников руководилац (обавештајац одговоран за рад са врбованим лицем) био официр ГРУ-а Игор Јегорович Зајцев, рођен у Москви, руски држављанин, за којим је расписана међународна потерница.

### Бугарска
Истрага Белнгкат-а и Capital-а идентификовала је официра ГРУ-а Дениса Вјачеславовича Сергејева (који користи псеудоним Сергеј Вјачеславович Федотов) као осумњиченог за тровање бугарског бизнисмена Емилијана Гебрева ( Емилијан Гебрев ) у Софији 2015. године, након напада који је користио технике сличне у тровању на Сергеја и Јулију Скрипаљ. Тај напад је посебно везан за Јединицу 29155. Бугари су у јануару 2020. године оптужили три особе у одсуству.
У марту 2021. у Софији је ухапшено шест бугарских држављана за које се тврди да су чланови шпијунског ланца ГРУ који делује у Бугарској.

### Канада
ГРУ је примио обавештајне податке од Џефрија Делисла из Краљевске канадске морнарице, што је довело до протеривања неколико службеника руске амбасаде, укључујући аташеа за одбрану у Отави.

### Колумбија
Колумбијскаа државни орган за контролу државних граница је у децембру 2020. потврдила протеривање двојице руских дипломата оптужених за шпијунажу. Један од нападача идентификован је као Александар Николајевич Белоусов који је, према Националној обавештајној управи Колумбије, официр ГРУ-а којег је у руској амбасади у Боготи имао звање секретара. Николајевич је, заједно са официром СВР-а, наводно покушао да прикупи обавештајне податке о електроенергетској инфраструктури у земљи у име владе Венецуеле Мадура.

### Чешка
Чешка Република је 17. априла 2021. објавила да су њене обавештајне агенције закључиле да су официри ГРУ, односно припадници руске војне обавештајне јединице ГРУ 29155, били умешани у две велике експлозије складишта муниције у Врбетицама (део Влаховице), у близини чешко-словачке границе, у октобру 2014. У експлозијама су погинуле две особе и „нанета је огромна материјална штета, озбиљно угрожени и поремећени животи многих локалних становника“, изјавио је чешки премијер.

### Естонија
Денис Метсавас, припадник естонских копнених снага, био је мета операције врбовања кроз завођење агентице ГРУА-а. Касније је био уцењен да пружи информације руководиоцима ГРУ. Његовог оца, Пјотра Волина, агенти ГРУ-а су такође регрутовали као полугу против Дениса и служио је као курир за поверљиве информације.
У мају 2017. руски држављанин Артем Зинченко осуђен је за шпијунирање Естоније за ГРУ.  Зинченко је 2018. враћен у Русију у замену за Раива Сусија, Естонца затвореног због шпијунаже. Зинченко је 2022. побегао из Русије да тражи азил у Естонији, наводећи лично противљење руској инвазији на Украјину 2022. године.
Петог септембра 2018, мајор Денис Метсавас и Пјотр Волин оптужени су за давање поверљивих информација ГРУ Њих двојица су осуђени у фебруару 2019.

### Финска
У септембру 2018, финска полиција је спровела операцију великих размера против бројних локација у власништву компаније Airiston Helmi Oy које су годинама акумулирале земљишне парцеле и зграде у близини кључних пролаза, лука, рафинерија нафте и других стратешких локација од националног значаја, као и два брода финске морнарице. Безбедносна операција је вођена паралелно на више локација, укључујући Фински Национални истражни биро, локалну полицију, Пореску управу, Граничну стражу и Финске одбрамбене снаге. Током операције проглашена је зона забране летова изнад архипелага Турку где су се налазили кључни објекти. Иако је званични разлог за рацију био прање новца у износу од више милиона евра и пореска превара, медији су спекулисали да је компанија била параван за ГРУ који је припремао инфраструктуру за изненадни напад на финске локације у случају конфликтне ситуације.

### Француска
Виктор Иљушин, оперативац ГРУ-а који ради као заменик аташеа ваздухопловних снага, протеран је из Француске 2014. због покушаја шпијунаже особља Франсоа Оланда.
Августа 2015, јединица ГРУ која се представљала као присталице Исламске државе Ирака и Леванта под називом CyberCaliphate је искључила TV5Monde на приближно 18 сати.
ГРУ-ов АПТ – Fancy Bear је користио лажне Фејсбук налоге да би се представљао као сарадници предизборног штаба Емануела Макрона, са циљем да се меша у француске председничке изборе 2017. Георгиј Петрович Рошка, припадник Јединице 26165 ГРУ-а, био је умешан у крађу Макронових мејлова и пласирање истих мејлова преко Викиликса.
У децембру 2019, Le Monde је известио да су заједничким напорима британских, швајцарских, француских и америчких обавештајних агенција откривена очигледна „позадинска база“ ГРУ у југоисточној Француској, коју је ГРУ вероватно користио за тајне операције спроведене широм Европе. Истражитељи су идентификовали 15 агената – сви су били припадници Јединице 29155 ГРУ – који су од 2014. до 2018. посетили Горњи Савој у Оверња-Рона-Алпи, регион Француске, укључујући Александра Петрова и Руслана Боширова, за које се верује да стоје иза тровање бившег пуковника ГРУ и британског двоструког агента Сергеја Скрипаља у Солсберију 2018.

### Грузија
Током грузијско-руске шпијунске контроверзе 2006. године, четворицу официра који су радили за ГРУ Александра Саву, Дмитрија Казанцева, Алексеја Завгородног и Александра Баранова ухапсило је Контраобавештајно одељење Министарства унутрашњих послова Грузије и оптужени су за шпијунажу и саботажу. Овом шпијунском мрежом је из Јерменије управљао пуковник ГРУ Анатолиј Сињицин. Неколико дана касније ухапшени официри су преко Организације за европску безбедност и сарадњу (ОЕБС) предати Русији.
Јединица Спецназ ГРУ бр. 48427, ваздушно-десантна јединица, учествовала је у руско-грузијском рату.

### Немачка
Хаковање Бундестага 2015. године немачки обавештајци су оценили као акцију ГРУ.  Немачка је 2020. издала налог за хапшење Дмитрија Бадина, официра ГРУ-а и припадника Јединице 26165/ Fany Bear, такође оптуженог за умешаност у хаковање Демократског националном комитета 2015–2016 у Сједињеним Америчким Државама, наводећи да је играо водећу улогу у хаковању Бундестага.
Немачки званичници су 2018. пријавили да је пробијена кључна мрежа података коју користе канцеларија, министарства и парламент. Немачки медији приписују напад хакерској групи коју спонзорише руска влада, Snake/Ouroborus или Fancy Bea.
Немачка је у фебруару 2021. године оптужила немачког држављанина Јенса Ф., радника чија је компанија одржавала електричну опрему Бундестага, за шпијунажу, оптужујући га да је 2017. године дао тлоцрт зграде оперативцима ГРУ-а у руској амбасади. Осумњичени је био бивши војни официр наводно повезан са Штазијем 1980-их.
Септембра 2021. немачко министарство спољних послова упозорило је Русију против вршењеа кампање сајбер напада усмерене на немачке законодавце током предиборног периода, тврдећи да има „поуздане информације“ које повезују групу Ghostwriter и ГРУ. Генерални тужилац је касније отворио истрагу о овој афери.

### Јапан
Јукихиса Мијанага је 1980. године ухапшен јер је одао војне тајне из Агенције за одбрану пуковнику Јурију Н. Кослову, стационираном у совјетској амбасади. Први поручник Еичи Каши и заставник Цунетоши Ошима такође су ухапшени због преношења тајни Мијанаги.
Септембра 2000. Јапан је протерао капетана Виктора Богатенкова, војног аташеа при руској амбасади у Токију, због оптужби за шпијунажу. Богатенков је био агент ГРУ-а који је добио поверљиве информације од Шигехира Хагисакија (萩嵜 繁博), истраживача у Националном институту за одбрамбене студије.

### Летонија
У октобру 2018, Летонски биро за заштиту устава оптужио је Русију да спроводи вишегодишњу кампању пецања усмерену на „државне институције, укључујући спољни и одбрамбени сектор“.

### Литванија
Oфицир ГРУ Сергеј Мојсејенко је 2012. регрутовао официра литванских ваздухопловних снага Сергеја Пушина да врши шпијунажу у војним операцијама Литваније и НАТО-а. Пушин је додатно прослеђивао личне досијее разних војних официра. Мојсејенко је ухапшен 2014. и осуђен на 10,5 година затвора, али га је председник Науседа помиловао и вратио у Русију у оквиру трилатералне размене затвореника са Норвешком и Русијом 2019.

### Мексико
Марта 2022., генерал Глен ВанХек из Северне команде Сједињених Америчких Држава сведочио је да је „највећи део припадника ГРУ тренутно у Мексику“ тражећи „прилике да...утичу [и приступе] САД-у“. Мексички председник Лопез Обрадор је умањио важност ових оптужби, наглашавајући мексички суверенитет и наводећи да се његова земља „[није] умешала у [шпијунажу]“.

### Молдавија
У јуну 2017, Молдавија је протерала пет руских оперативаца ГРУ-а са дипломатским имунитетом из руске амбасаде у Кишињеву, јер се веровало да покушавају да регрутују борце из Гагаузије да се боре у текућем сукобу са Украјином. Заменик руског министра спољних послова Григориј Карасин одбацио је те оптужбе.

### Црна Гора
За двојицу руских држављана које је црногорско тужилаштво оптужило као организаторе покушаја државног удара у Црној Гори у октобру 2016. се верује да су официри ГРУ.   Један од њих, Едуард Вадимович Шишмаков („Широков“) званично је идентификован као припадник ГРУ у октобру 2014, када је Шишмаков, који је тада био на функцији заменика војног аташеа у руској амбасади у Пољској, персоном нон грата прогласила пољска влада.

### Холандија и Швајцарска
Средином септембра 2018. швајцарска штампа је известила да су двојица мушкараца који су наводно радили за ГРУ ухапшена у Хагу током пролеће те године, након тровања у Солсберију, због планирања хаковања компјутерских система лабораторије Спиез, швајцарског институт који анализира нападе хемијским оружјем за Организацију за забрану хемијског оружја (OPCW). Почетком октобра 2018, влада Холандије је саопштила да је 13. априла ухапсила четири оперативца ГРУ: Алексеја Моренеца, Јевгенија Серебрјакова, Олега Сотникова и Алексеја Минина. Руси су наводно покушали да покрену велики сајбер напад на седиште ОПЦВ у Хагу и такође су намеравали да отпутују даље у лабораторију Шпиц у Швајцарској, која је у то време тестирала узорке Новичока из Солсберија. Истрага коју су спровели обавештајни службе отвореног кода након открића холандске владе која је користила базе података руске путне полиције довела је до идентификације још 305 официра ГРУ чији су приватни аутомобили регистровани у седишту ГРУ у Москви. Документовано је да је официр ГРУ Денис Вјачеславович Сергејев такође деловао у Женеви и Лозани.

#### Наводни покушај инфилтрирања у Међународни кривични суд
У јуну 2022, холандска служба AIVD је саопштио да је обавештајном службенику ГРУ Сергеју Владимировичу Черкасову, под псеудонимом Виктор Мулер Фереира, одбијен улазак у Холандију након што је стигао на стажирање у Међународни кривични суд. Као Фереира, Черкасов је наводно похађао универзитет у Сједињеним Државама и Републици Ирској, стварајући годинама идентитет као бразилски држављанин са интересовањем за међународне послове. Шеф АИВД- Erik Akerboom је описао покушај инфилтрације као „дугорочну, вишегодишњу операцију ГРУ-а која је коштала много времена, енергије и новца“, називајући је „претњом високог нивоа“.

### Норвешка
Децембра 2020. године, норвешка полицијска служба безбедности ((PST) је навела да су хакери повезани са Фанци Беар-ом и 85. центром за специјалне услуге ГРУ-а (GTsSS) вероватно одговорни за упад у систем слања е-поште Storting раније током године. Руска амбасада у Норвешкој демантовала је те тврдње.
У октобру 2022, ПСТ је ухапсио и оптужио руског држављанина Михаила Валеријевича Микушина за „незакониту шпијунажу против државних тајни“. Микушин се представљао као бразилски академик по имену Хозе Асис Ђамарија и, у време хапшења, истраживао је норвешку арктичку политику и хибридне претње на Универзитету у Тромсоу. Истражитељ Кристо Грозев идентификовао је Микушина као пуковника ГРУ-а, док је руска амбасада у Норвешкој негирала било какво сазнање о Микушину, називајући његово хапшење продуктом „шпијунске маније“.

### Пољска
У јуну 2014, Пољска је протерала заменика руског војног аташеа Едуарда Шишмакова (алиас Едуард Широков) и још тројицу руских држављана оптужених за шпијунирање због прислушкивања из 2014, што је укључивало објављивање прислушкиваних разговора између високих пољских званичника. Шишмаков, оптужени оперативац ГРУ-а, касније је постао кључни осумњичени за оптужбе за државни удар у Црној Гори 2016.
У октобру 2014. Пољска је ухапсила двојицу наводних шпијуна ГРУ. Пољски потпуковник Збигњев Ј. је радио за ГРУ неколико година и давао је информације о моралу јединица и кретању трупа, док је адвокат-лобиста Станисłав Сзиповски утицао на владине кругове и тражио посао у Министарству економије, док је истовремено пружао информације о енергетском сектору. Обојица су се састали са оперативцима ГРУ-а под званичним покривањем у Варшави а били су под надзором пољске контраобавештајне службе.
Суд у Варшави је у јулу 2019. осудио бившег службеника Министарства економије Марека В. на три године затвора због прослеђивања поверљивих информација о енергетском сектору ГРУ-у од 2015. до 2016.
Маја 2020. пољски новинари, уз подршку бивших обавештајних званичника, оптужили су ГРУ да спроводи кампању претњи бомбама кроз 700 порука послатим е-поштом пољским школама, што је део стратегије хибридног ратовања. Пољске и руске обавештајне службе нису коментарисале оптужбе.
У марту 2022, пољска Агенција за унутрашњу безбедност (ABW) ухапсила је извештача Пабла Гонзалеса, кога су идентификовали као „агента [ГРУ]“, док је планирао да пређе пољско-украјинску границу. Гонзалес, шпански држављанин руског порекла, пронађен је са два пасоша различитих имена и приведен због сумње да је шпијунирао. АБВ је оптужио Гонзалеса да „[изводи] активности за Русију користећи свој новинарски статус“ и да путује у зоне сукоба и политичке нестабилности широм света.  
Власти Варшаве су јануара 2023. ухапсиле једног Руса и Белорусију. СКВ, пољска војна контраобавештајна агенција, оптужила је њих двојицу да шпијунирају пољске војне објекте за ГРУ од 2017.

### Катар
Тринаестог фебруара 2004. године, у Дохи, двојица Руса убили су Зелимкана Иандарбииева, прогнаног вођу чеченских побуњеника и бившег председника Чеченске Републике Ичкерије, путем подметања бомбе испод аутомобила. Убијен је и Јандарбијев син. Анатолиј В. Белашков и Василиј А. Богачов, за које се сматра да су припадници ГРУ, проглашени су кривима за убиство од стране катарског кривичног суда, који је навео да су агенти деловали по директном наређењу руског руководства. Трећи осумњичени агент ГРУ-а, постављен као први секретар руске амбасаде у Катару, ухапшен је, али је пуштен због дипломатског имунитета. Осуђени су послати у Русију на издржавање казне, али су убрзо нестали.

### Русија
Дмитриј Козак и Владислав Сурков, чланови администрације Владимира Путина, наводно су службовали у ГРУ. Два Чечена, Саид-Магомед Какиев и бивши војсковођа Сулим Јамадајев, били су команданти специјалних батаљона Восток и Запад („Исток“ и „Запад“) које је контролисала ГРУ. Сваки батаљон је укључивао близу хиљаду бораца до расформирања 2008. године.
Приближно 300 командоса, обавештајних службеника и другог особља ГРУ погинуло је током борби у Чеченији.
Одреди ГРУ из Чеченије пребачени су у Либан независно од Привремених снага Уједињених нација у Либану након Либанског рата 2006.
Официри ГРУ су такође оптужени за стварање криминалних одреда смрти.

### Словачка
Почетком 2022. Словачка је ухапсила четири словачка држављана описана као „руска шпијунска мрежа [која тражи] информације о НАТО-у и Украјини“. Двојица су оптужена за шпијунирање и подмићивање, а словачке власти су навеле да су прикривени официри ГРУ у руској амбасади платили десетине хиљада евра за „веома осетљиве“ информације о Словачкој, словачкој војсци и НАТО-у. Оптужени су били ректор словачке војне академије и блогер; преостало двоје оптужених су пуштени без подизања оптужнице.

### Словенија
У јануару 2023. Словеначка обавештајно-безбедносна агенција ухапсила је и оптужила две особе у Љубљани за шпијунажу у име ГРУ-а и коришћење лажних докумената. Обојица су наводно деловали под претпостављеним идентитетима и везама за Аргентину. Медији су на различите начине описали оптужене, било као мужа и жену или два мушкарца.

### Шпанија
Према извештајима Bellingcat, El País и Civica Media Foundation, Audiencia Nacional истражује групу ГРУ познату као Јединица 29155 и њене операције у Шпанији.  Чланови ове групе ГРУ Денис Сергејев, Алексеј Калињин и Михаил Опришко су наводно деловали у Барселони у време референдума о независности Каталоније 2017.

### Шведска
Крајем 2022. године, елитна полиција ухапсила је шведског држављанина руског порекла Сергеја Скворцова, оптужујући га да је скоро 10 година био одговоран за вршење „тешких незаконитих обавештајних активности против Шведске и стране силе“ (касније идентификоване као Сједињене Америчке Државе) у име ГРУ. Скворцов је наводно радио на илегалном преносу западне технологије у Русију.

### Сирија
Шеста управа је била одговорна за одржавање тајне прислушне станице Центра С у Сирији пре пада у руке Слободне сиријске армије 2014. Шеста управа такође управља станицом за прислушкивање обавештајних сигнала у ваздухопловној бази Хмеимим у близини Латакије.
Војници специјалних снага ГРУ-а су се наводно појавили у Алепу и Хомсу током 2015. Званичници ГРУ-а су такође посетили Камишли, близу границе са Турском.

### Турска
Турска влада је 2018. објавила ЦЦТВ видео снимке убиства чеченског команданта Абдулвахида Еделгиријева, који је убијен 2015. у Истанбулу,  тврдећи да је починилац  Анатолиј Чепига („Руслан Боширов“), инволвиран у атентат на Скрипаља у Великој Британији.

### Украјина
Спецназ ГРУ је учествовао у анексији Крима од стране Руске Федерације и у рату у Донбасу. Током инцидента у Керчком мореузу у новембру 2018, Јединица 54777 ГРУ послала је СМС-ове украјинским мушкарцима у пограничном региону позивајући их да се јаве на војну службу.
Новински медији и приватне фирме за сајбер безбедност наводе да је ГРУ хаковао рачунарске мреже украјинске енергетске компаније Бурисма, кључног актера у теорији завере Бајден-Украјина 2020.

### Уједињено Краљевство
У септембру 2018. године, Краљевска тужилачка служба је званично именовало двојицу руских држављана, Александра Петрова и Руслана Боширова (имена која су користили мушкарци приликом уласка у Велику Британију), као осумњичене починиоце покушаја атентата на бившег официра ГРУ Сергеја Скрипаља и његову ћерку у марту. 2018. У оквиру најаве оптужбе Скотланд Јард је објавио детаљан запис о 48 сати које су две особе провеле у Великој Британији. Ово је обухватило њихов долазак у Велику Британију на аеродром Гетвик, путовање у Солсбери дан пре напада, путовање у Солсбери на дан напада и повратак у Москву преко аеродрома Хитроу. Двојица мушкараца су боравила обе ноћи у хотелу City Stay Hote на Боу Роуд-у, у источном Лондону, а агент Новичок је пронађен у њиховој соби након што је полиција запечатила собу 4. маја 2018. Британска премијерка Тереза Меј је истог дана изјавила да су осумњичени били део обавештајне службе ГУ (раније познате као ГРУ) и да покушај атентата није била лажна операција и да је „готово сигурно“ одобрен на вишем нивоу руске држава.
Даљим истраживањем, у јесен 2018. године, „Боширов” је јавно експониран као Анатолиј Чепига, одликовани официр ГРУ, и „Петров” као Александар Мишкин.

### САД
Официр ГРУ-а Станислав Луњев, који је пребегао у САД 1992. док је био постављен у Вашингтон под окриљем дописника новинске агенције ТАСС, деведесетих је објавио своје тврдње да мало нуклеарно оружје може да стане у ранац, актовку или кофер био тајно унапред позициониран у САД и другим земљама широм света да би га руски агенти користили за саботажу у случају рата. Амерички конгресмен Курт Велдон јавно је наставио да износи ове тврдње, признајући да их је ФБИ сматрао углавном лажним. Претреси подручја које је идентификовао Лунев – који је признао да сам никада није постављао оружје у САД – су спроведени, „али службеници за спровођење закона никада нису пронашли таква складишта оружја, са или без преносивог нуклеарног оружја“.

#### Мешање у изборе
Бела кућа је 29. децембра 2016. санкционисала девет ентитета и појединаца, укључујући ГРУ и ФСБ, због њихових наводних активности на ремећењу и ширењу дезинформација током председничких избора у САД 2016. Поред тога, Стејт департмент је такође прогласио 35 руских дипломата и званичника персонама нон грата и ускратио званичницима руске владе приступ двема инсталацијама у руском власништву у Мериленду и Њујорку. Дана 13. јула 2018. подигнута је оптужница против неколико службеника ГРУ. Јединица ГРУ 26165 и Јединица 74455 наводно стоје иза веб странице DCLeaks и оптужене су за добијање приступа и дистрибуцију информација из података о 500.000 гласача са веб странице државног изборног одбора, као и са налога е-поште Џона Подесте, Хилари Клинтон и волонтера и запослени у председничкој кампањи Сједињених Држава Хилари Клинтон, Одбору за кампању демократског Конгреса и Демократском националном комитету (ДНЦ).  Према информацијама које је у јавност пласирала Американца Reality Winner, ГРУ је покушао да хакује произвођача машина за гласање VR Systems, као и локалне изборне званичнике.
Према потпредсједнику Microsoft/a Тому Бурту, група коју води ГРУ под називом Стронтиум (алтернативно позната као APT28, Sofacy, and Pawn Storm, and Fancy Bear)  је била ангажована у нападима пецања усмрених против најмање три кампање током избора 2018.
Coordinating Council of Russian Compatriots in the United States (CCORC) или (KCOPC) је затворен 19. новембра 2021, а 9. марта 2022. FBI је оптужио Елену Брансон да ради као страни агент.

## Директор
Шеф руске војне обавештајне службе је војни официр. Он је примарни саветник за војну обавештајну службу руског министра одбране и начелника руског генералштаба и у извесној мери одговара и председнику Русије ако му се тако нареди.